# 保罗·朱达
保罗·沃伊切赫·朱达（英語：Paul Wojciech Juda，2001年7月7日—），美国男子竞技体操运动员，2023年世界竞技体操锦标赛男子团体全能铜牌得主、2024年夏季奥林匹克运动会男子团体全能铜牌得主。